# Devin Vassell
Devin Anthony Vassell (Suwanee, Georgia, 23 de agosto de 2000) es un baloncestista estadounidense que pertenece a la plantilla de los San Antonio Spurs de la NBA. Con 1,96 metros de estatura, juega en la posición de escolta.

## Trayectoria deportiva

### Universidad
Jugó dos temporadas con los Seminoles de la Universidad Estatal de Florida, en las que promedió 8,4 puntos, 3,2 rebotes, 1,1 asistencias y 1,0 robos de balón por partido.
Como estudiante de primer año, Vassell promedió 4,5 puntos y 1,5 rebotes por partido y lideró a todos los freshman de la ACC con un porcentaje de tiros de tres puntos del 41,9%. Anotó 16 puntos, el máximo de la temporada, el 17 de diciembre de 2018, en una victoria sobre Southeast Missouri State.
En su segunda temporada se hizo un hueco en el quinteto titular, y respondió siendo el mejor anotador (12,7 puntos por partido) y reboteador (5,1) de su equipo. Todo ello le valió para ser incluido en el segundo mejor quinteto de la Atlantic Coast Conference. Al término de la misma anunció su intención de renunciar a los dos años universitarios que le quedaban, para presentarse al Draft de la NBA.

#### Estadísticas
| Año     | Equipo        | PJ | PT | MPP  | %TC  | %3P  | %TL  | RPP | APP | ROB | TPP | PPP  |
| ------- | ------------- | -- | -- | ---- | ---- | ---- | ---- | --- | --- | --- | --- | ---- |
| 2018–19 | Florida State | 33 | 0  | 10.7 | .437 | .419 | .679 | 1.5 | .6  | .5  | .3  | 4.5  |
| 2019–20 | Florida State | 30 | 30 | 28.8 | .490 | .415 | .738 | 5.1 | 1.6 | 1.4 | 1.0 | 12.7 |
| Total   | Total         | 63 | 30 | 19.3 | .475 | .417 | .720 | 3.2 | 1.1 | 1.0 | .6  | 8.4  |

### Profesional
Fue elegido en la undécima posición del Draft de la NBA de 2020 por los San Antonio Spurs. Hizo su debut en la NBA el 23 de diciembre, registrando tres puntos y tres rebotes en la victoria por 131-119 sobre los Memphis Grizzlies. El 17 de abril de 2021 anotó 18 puntos, el máximo de la temporada, junto con tres rebotes, dos asistencias y dos tapones, en la victoria por 111–85 sobre los Phoenix Suns.
El 2 de octubre de 2023, Vassell y los Spurs acordaron una extensión de contrato por cinco años y 146 millones de dólares. Dicho contrato fue el más grande en la historia de la franquicia de los Spurs. El 15 de diciembre de 2023 anotó 36 puntos, el máximo de su carrera, junto con seis rebotes y tres asistencias, en la victoria por 129-115 contra Los Angeles Lakers.

## Estadísticas de su carrera en la NBA

### Temporada regular
| Año     | Equipo      | PJ  | PT  | MPP  | %TC  | %3P  | %TL  | RPP | APP | ROB | TPP | PPP  |
| ------- | ----------- | --- | --- | ---- | ---- | ---- | ---- | --- | --- | --- | --- | ---- |
| 2020-21 | San Antonio | 62  | 7   | 17.0 | .406 | .347 | .843 | 2.8 | .9  | .7  | .3  | 5.5  |
| 2021-22 | San Antonio | 71  | 32  | 27.3 | .427 | .361 | .838 | 4.3 | 1.9 | 1.1 | .6  | 12.3 |
| 2022-23 | San Antonio | 38  | 32  | 31.0 | .439 | .387 | .780 | 3.9 | 3.6 | 1.1 | .4  | 18.5 |
| 2023-24 | San Antonio | 68  | 62  | 33.1 | .472 | .372 | .801 | 3.8 | 4.1 | 1.1 | .3  | 19.5 |
| 2024-25 | San Antonio | 64  | 53  | 31.0 | .443 | .368 | .792 | 4.0 | 2.9 | 1.3 | .5  | 16.3 |
| Total   | Total       | 303 | 186 | 27.7 | .444 | .369 | .806 | 3.8 | 2.6 | 1.1 | .4  | 14.1 |